# Ганак
Гана́к (фр. Ganac) — коммуна во Франции, находится в регионе Юг — Пиренеи. Департамент коммуны — Арьеж. Входит в состав кантона Фуа-Рюраль. Округ коммуны — Фуа.
Код INSEE коммуны — 09128.
Ганак расположена в долине Баржийьер, в 5 км к западу от Фуа, у подножия горного массива Ариз. В состав коммуны входят деревни Бек, Бурру, Каррига, Ла-Бунаг, Лакассань, Ла-Тур, Ле-Берне, Мажураль, Мику и Пей-Жуан.

## Население
Население коммуны на 2021 год составляло 743 человека.
| 1962 | 1968 | 1975 | 1982 | 1990 | 1999 | 2008 | 2010 | 2015 | 2021 |
| ---- | ---- | ---- | ---- | ---- | ---- | ---- | ---- | ---- | ---- |
| 431  | 434  | 373  | 496  | 579  | 653  | 672  | 711  | 713  | 743  |

## Экономика
В 2007 году среди 469 человек в трудоспособном возрасте (15—64 лет) 328 были экономически активными, 141 — неактивными (показатель активности — 69,9 %, в 1999 году было 70,4 %). Из 328 активных работали 300 человек (159 мужчин и 141 женщина), безработных было 28 (12 мужчин и 16 женщин). Среди 141 неактивных 38 человек были учениками или студентами, 55 — пенсионерами, 48 были неактивными по другим причинам.

## Достопримечательности
Исторические сооружения на территории или поблизости от Ганака:
- Замок Chateau de Foix
- Пещера Grotte de Lombrives
- Термальные источники Ax-les-Thermes